# راغودوكة أوغندية
راغودوكة أوغندية (الاسم العلمي:Rhagodoca ugandana ) هي نوع من العنكبوتيات تتبع جنس الراغودوكة من فصيلة الراغودات.